# Diocesi di Cruzeiro do Sul
La diocesi di Cruzeiro do Sul (in latino: Dioecesis Crucis Australis) è una sede della Chiesa cattolica in Brasile suffraganea dell'arcidiocesi di Porto Velho. Nel 2021 contava 201.000 battezzati su 342.500 abitanti. È retta dal vescovo Flavio Giovenale, S.D.B.

## Territorio
La diocesi comprende 8 comuni nella parte centro-occidentale dello stato brasiliano di Acre (Cruzeiro do Sul, Feijó, Jordão, Mâncio Lima, Marechal Thaumaturgo, Porto Walter, Rodrigues Alves e Tarauacá) e 3 comuni dello stato di Amazonas (Eirunepé, Envira e Guajará).
Sede vescovile è la città di Cruzeiro do Sul, dove si trova la cattedrale di Nostra Signora della Gloria.
Il territorio si estende su una superficie di 127.614 km² ed è suddiviso in 12 parrocchie.

## Storia
La prelatura territoriale di Juruá fu eretta il 22 maggio 1931 con la bolla Munus regendi di papa Pio XI, ricavandone il territorio dalla diocesi di Amazonas (oggi arcidiocesi di Manaus).
Originariamente suffraganea dell'arcidiocesi di Belém do Pará, il 16 febbraio 1952 entrò a far parte della provincia ecclesiastica dell'arcidiocesi di Manaus.
Il 25 giugno 1987 in forza della bolla Cum praelatura di papa Giovanni Paolo II, la prelatura territoriale di Juruá è stata elevata a diocesi con il nome attuale.
Il 31 agosto 2001 in forza del decreto Ad communem pastoralem della Congregazione per i vescovi è entrata a far parte della provincia ecclesiastica dell'arcidiocesi di Porto Velho.

## Cronotassi dei vescovi
Si omettono i periodi di sede vacante non superiori ai 2 anni o non storicamente accertati.
- Sede vacante (1931-1935)

- Heinrich Ritter, C.S.Sp. † (6 settembre 1935 - 19 luglio 1942 deceduto)
- Henrique Klein, C.S.Sp. † (1942 - 1947 deceduto)
- José Hascher, C.S.Sp. † (22 marzo 1947 - 25 febbraio 1967 ritirato)
- Heinrich Rüth, C.S.Sp. † (7 febbraio 1967 succeduto - 7 dicembre 1988 ritirato)
- Luís Herbst, C.S.Sp. (7 dicembre 1988 succeduto - 3 gennaio 2001 ritirato)
- Mosé João Pontelo, C.S.Sp. (3 gennaio 2001 succeduto - 19 settembre 2018 ritirato)
- Flavio Giovenale, S.D.B., dal 19 settembre 2018

## Statistiche
La diocesi nel 2021 su una popolazione di 342.500 persone contava 201.000 battezzati, corrispondenti al 58,7% del totale.
| anno | popolazione | popolazione | popolazione | presbiteri | presbiteri | presbiteri | presbiteri                | diaconi | religiosi | religiosi | parrocchie |
| anno | battezzati  | totale      | %           | numero     | secolari   | regolari   | battezzati per presbitero | diaconi | uomini    | donne     | parrocchie |
| ---- | ----------- | ----------- | ----------- | ---------- | ---------- | ---------- | ------------------------- | ------- | --------- | --------- | ---------- |
| 1950 | 75.000      | 78.000      | 96,2        | 11         |            | 11         | 6.818                     |         | 14        | 2         | 6          |
| 1964 | 99.370      | ?           | ?           | 19         | 3          | 16         | 5.230                     |         | 16        | 20        | 6          |
| 1970 | 113.000     | 115.000     | 98,3        | 19         | 2          | 17         | 5.947                     |         | 21        | 21        | 10         |
| 1976 | 118.250     | 120.000     | 98,5        | 22         | 3          | 19         | 5.375                     |         | 26        | 41        | 11         |
| 1980 | 137.000     | 140.000     | 97,9        | 21         | 2          | 19         | 6.523                     |         | 27        | 62        | 12         |
| 1990 | 135.000     | 146.000     | 92,5        | 23         | 7          | 16         | 5.869                     |         | 26        | 95        | 12         |
| 1999 | 155.000     | 169.000     | 91,7        | 25         | 10         | 15         | 6.200                     |         | 35        | 85        | 12         |
| 2000 | 160.000     | 180.000     | 88,9        | 25         | 10         | 15         | 6.400                     |         | 35        | 85        | 12         |
| 2001 | 161.600     | 182.000     | 88,8        | 22         | 10         | 12         | 7.345                     |         | 18        | 85        | 12         |
| 2003 | 170.060     | 226.748     | 75,0        | 22         | 10         | 12         | 7.730                     |         | 23        | 74        | 12         |
| 2004 | 170.625     | 227.500     | 75,0        | 23         | 10         | 13         | 7.418                     |         | 28        | 67        | 12         |
| 2006 | 180.959     | 241.279     | 75,0        | 23         | 11         | 12         | 7.867                     |         | 23        | 91        | 12         |
| 2013 | 205.000     | 265.000     | 77,4        | 24         | 15         | 9          | 8.541                     |         | 15        | 89        | 12         |
| 2016 | 209.940     | 331.420     | 63,3        | 25         | 16         | 9          | 8.397                     |         | 14        | 115       | 12         |
| 2019 | 203.780     | 339.632     | 60,0        | 27         | 21         | 6          | 7.547                     |         | 12        | 45        | 12         |
| 2021 | 201.000     | 342.500     | 58,7        | 26         | 20         | 6          | 7.730                     |         | 11        | 45        | 12         |